# Radhošť (loď)
 Radhošť byla třetí ze čtyřech lodí série B455, určených pro dopravu materiálu. Postavili je v polské loděnici A. Warskiego ve Štětíně, stala se v roce 1970 součástí flotily společnosti Československá námořní plavba.

## Historie lodě
Byla vybavena motorem Schulzer s úpravou na lacinější těžké palivo v vyšším výkonem, než měla první sesterská loď Blaník. Na základě zkušeností s Blaníkem byly upraveny kajuty i nákladové prostory stejně, jako předchozí Sitno. Motor umožnil vyvinout rychlost 14,7 uzlu a umožnil ekonomický režim na polovinu spotřeby při malém snížení rychlosti.. Byla určena pro převoz rudy, železa, bavlny a jiných komodit.
Sloužila Československu téměř 20 let, absolvovala 178 plaveb do mnoha přístavů řady kontinentů. Dne 7. dubna 1990 byla prodána již jako odepsaná za 22,6 Kč. Sešrotována byla v roce 1994.